# Rustem Murzagaliev
Rustem Gajratovič Murzagaliev (in russo Рустем Гайратович Мурзагалиев?; Almaty, 24 maggio 1992) è un cestista kazako.

## Carriera
Con il Kazakistan ha disputato quattro edizioni dei Campionati asiatici (2013, 2015, 2017, 2022).